# Maitrisimit
Maitrisimit (alttürkisch) bzw. Maitreyasamiti-Nāṭaka (tocharisch A) ist der Name eines ursprünglich in Sanskrit verfassten buddhistischen Werks über Maitreya, den Buddha der Zukunft. Dieses Werk ist lediglich in Fragmenten frühmittelalterlicher Übersetzungen in Alttürkisch und Tocharisch A erhalten. Die Fragmente wurden zuerst bei Ausgrabungen zu Beginn des 20. Jahrhunderts in Ortschaften entlang der antiken Seidenstraße, namentlich in Turfan entdeckt. Die Bemerkung eines uighurischen Schreibers in einem solchen Fragment, wonach der Text aus dem Sanskrit zunächst in eine Sprache namens twgry (die alte Schrift der Uighuren war ein Konsonantenalphabet, benutzte aber die Konsonanten ʾ, w und y auch zur Bezeichnung der Vokale) und dann in das (Alt-)Türkische übersetzt worden sei, war Ausgangspunkt für die Benennung der tocharischen Sprachen.
Die Erschließung der Handschrift aus Hami hat neue Kenntnisse über das Werk vermittelt.